# Reprezentacja Singapuru w rugby 7 mężczyzn
Reprezentacja Singapuru w rugby 7 mężczyzn – zespół rugby 7, biorący udział w imieniu Singapuru w meczach i sportowych imprezach międzynarodowych, powoływany przez selekcjonera, w którym mogą występować wyłącznie zawodnicy posiadający obywatelstwo tego kraju, mieszkający w nim, bądź kwalifikujący się ze względu na pochodzenie rodziców lub dziadków. Za jego funkcjonowanie odpowiedzialny jest Singapore Rugby Union, członek Asia Rugby i World Rugby.

## Turnieje

### Udział wWorld Rugby Sevens Series
| Rok       | Wynik |
| --------- | ----- |
| 1999/2000 | 18.   |
| 2000/2001 | 19.   |
| 2001/2002 | 16.   |
| 2002/2003 | 20.   |
| 2003/2004 | 15.   |
| 2004/2005 | 14.   |
| 2005/2006 | 15.   |
| 2006/2007 | –     |
| 2007/2008 | –     |
| 2008/2009 | –     |
| 2009/2010 | –     |
| 2010/2011 | –     |
| 2011/2012 | –     |
| 2012/2013 | –     |
| 2013/2014 | –     |
| 2014/2015 | –     |
| 2015/2016 | –     |
| 2016/2017 | –     |
| 2017/2018 | –     |
| 2018/2019 | –     |
| 2019/2020 | –     |

### Udział wmistrzostwach Azji
| Rok  | Wynik | Źródło |
| ---- | ----- | ------ |
| 2009 | 12.   |        |
| 2010 | 13.   |        |
| 2011 | –     |        |
| 2012 | 11.   |        |
| 2013 | 9.    |        |
| 2014 | 7.    |        |
| 2015 | 8.    |        |
| 2016 | 8.    |        |
| 2017 | –     |        |
| 2018 | –     |        |
| 2019 | –     |        |
| 2021 | –     |        |

### Udział wigrzyskach Azji Południowo-Wschodniej
| Rok  | Wynik | Źródło |
| ---- | ----- | ------ |
| 2007 | 3.    |        |
| 2015 | 3.    |        |
| 2017 | 2.    |        |